# Pokrovka, Kazanka
Pokrovka (în ucraineană Покровка) este un sat în comuna Novolazarivka din raionul Kazanka, regiunea Mîkolaiiv, Ucraina.

## Demografie
Componența lingvistică a localității Pokrovka
     Ucraineană (100%)
Conform recensământului din 2001, toată populația localității Pokrovka era vorbitoare de ucraineană (100%).